# Фосато Сералта
Фосато Сералта је насеље у Италији у округу Катанцаро, региону Калабрија.
Према процени из 2011. у насељу је живело 463 становника. Насеље се налази на надморској висини од 695 м.

## Становништво
Према резултатима пописа становништва 2011. у општини је живело 614 становника.
| 1951. | 1961. | 1971. | 1981. | 1991. | 2001. | 2011. |
| ----- | ----- | ----- | ----- | ----- | ----- | ----- |
| 1.206 | 1.113 | 778   | 649   | 607   | 660   | 614   |